# Naamsadaptatie
Naamsadaptatie is in de antroponymie het fenomeen waarbij achternamen door menselijke fouten in de loop der tijd veranderen.
Voordat alle achternamen schriftelijk vastgelegd werden, waren achternamen nog sterk aan het veranderen. Registratie geschiedde op gehoor, namen werden genoteerd zoals ze werden verstaan. Veel comparanten waren analfabeet en konden dus niet de juiste spelling aangeven. Hierdoor ontstonden nieuwe achternamen, die wel leken op hun voorgangers, maar die volledig andere spellingwijzen erop nalieten.

## Soorten veranderingen
Enkele mogelijke veranderingen zijn:
- Aan elkaar schrijven of van elkaar schrijven: Devos wordt De Vos of omgekeerd.
- Weglatingen en/of versimpelingen zoals ck vervangen door k.
- Hoofdletter/kleine letter verwisselingen bij namen met bijvoorbeeld Van de(n) ... .
- Het veranderen van naamval van der/den/'t Hof.
- Vertalingen: Sauerteig wordt Zuurdeeg.

## Buitenlandse namen
Vooral buitenlandse namen werden vaak verkeerd verstaan, waardoor de fantasie van de klerk de vrije loop nam en verwerkt werd in de naam. Enkele uitzonderlijke gevallen zijn:
- Piekhaar uit Picard
- Naaktgeboren uit het Duitse Nachgeboren (Nageboren, na de dood van de vader)
- Roetcisoender uit Rutischhausen
- Schipaanboord uit Van Schippenboort op zijn plaats weer uit Schiffelborn

## Bron
- Het Meertens Instituut